# Mekinje nad Stično
Mekinje nad Stično este o localitate din comuna Ivančna Gorica, Slovenia, cu o populație de 132 de locuitori.